# Vladimir Igorevitch
Vladimir Igorievitch (8 octobre 1170-?), fut prince de Poutyvl (1185-1198), de Novgorod-Severski (1198—1206) et de la Principauté de Galicie (1206—1208, 1210—1211). Il est le fils d'Igor Sviatoslavitch et d'Euphrosine Iaroslavna. 

## Biographie
Son nom de baptême est Petrov.
Il fut fait prisonnier avec son père lors de la bataille contre les polovtses. En captivité il épouse la fille du Khan Konchak. Il en eu plusieurs enfants, dont Iziaslav IV de Kiev. Il s'échappe au bout de deux ans.
En 1206 Vladimir et ses frères prennent le trône de Halytch, dont le roi Roman Mstislavitch était mort en 1205. En 1208 des tensions s'installent entre Vladimir et son frère Roman. Vladimir retourne à Poutyvil. Cependant, après un certain temps, le boyard demande à Vladimir de rentrer et de l'aider à se protéger des envahisseurs hongrois. De retour à Halytch, Vladimir réprime la noblesse et les monte contre son frère. 
Celui-ci se réfugie auprès de André II de Hongrie et des princes de Volynsk. Ils prennent Przemyśl et Zvenigorod en 1211, font prisonniers les frères de Vladimir, Roman et Sviatoslav (pendus par la suite). Le fils de Vladimir, Iziaslav IV de Kiev tente de leur venir en aide mais est vaincu à son tour.
La date de mort de Vladimir Igorevitch n'est pas connue. 
Il est cité dans Le Dit de la campagne d'Igor.